# 천리마 (잡지)
《천리마》(千里馬)는 조선민주주의인민공화국 천리마사에서 발행하는 월간교육잡지이다. 천리마운동에서 이름을 따서 《천리마》라고 하였으며, 1959년부터 발행하기 시작해 통권 500호를 발행하였다. 김정일 조선노동당 총비서는 《천리마》가 500호가 발행된 것을 축하하며, 잡지 표지에 자기의 친필을 적었다고 한다.
조선중앙방송에 따르면 《천리마》는 재미있는 사진과 건강상식, 그리고 교양기사를 풍부하게 전달해 조선민주주의인민공화국 인민들에 의해 점심시간이나 여가시간에 널리 읽혀지고 있다고 하였다. 기사는 "세계의 명인", "연재만화", "건강상식", "아시는지요", "무엇이든 물어보세요"와 같은 여러 가지 내용으로 편집되어 있으며, 가끔 "아리랑 화살"이라는 제목의 연재 만화가 실리기도 하는데, 이러한 만화의 내용은 대부분 일본과 대한민국의 정책들을 비판하는 내용이다.
총 면수는 140페이지, 종이는 중질지이고 인쇄소는 평양종합인쇄공장이다. 조선민주주의인민공화국에서는 《천리마》 외에도 《금수강산》이라는 잡지를 발행하고 있다.
최근 대한민국의 《한국방송공사》방송에서 조선인민들이 즐겨 읽는 《천리마》잡지가 창간 50돐을 맞았다는 소식을 전해왔다. 월간잡지 《천리마》는 1990년대부터 외국으로 수출하고 외국어로 번역한다.